# 金正男 (大韓民国の政治家)
金 正男（キム・ジョンナム、朝鮮語: 김정남、1940年12月7日 - ）は、大韓民国のジャーナリスト、政治家。第11・12・14代韓国国会議員。

## 経歴
成均館大学校、ソウル大学校新聞大学院修了。学校法人ユボン学園設立理事、大邱毎日新聞政治部長・論説委員、民主正義党創党発起人・広報宣伝分科委員長・江原第3地区党委員長・江原道支部委員長・中央執行委員・スポークスマン、国会運営・建設委員などを務めた。

## 活動
2010年5月14日、三陟市長選挙に無所属で出馬する金大寿候補の選挙事務所の開所式に参加し、金大寿への支持を訴えた。